# Социалистический сионизм
Социалисти́ческий сиони́зм (рабо́чий сиони́зм, ле́вый сиони́зм) — левое идеологическое направление среди сионистов, полагающих, что экономика еврейского государства должна строиться на принципах социализма. 
Направление доминировало с момента своего возникновения вплоть до конца 1970-х годов. К этому направлению можно условно отнести и «предтеч и основателей» сионизма Мозеса Гесса и Теодора Герцля.

## История

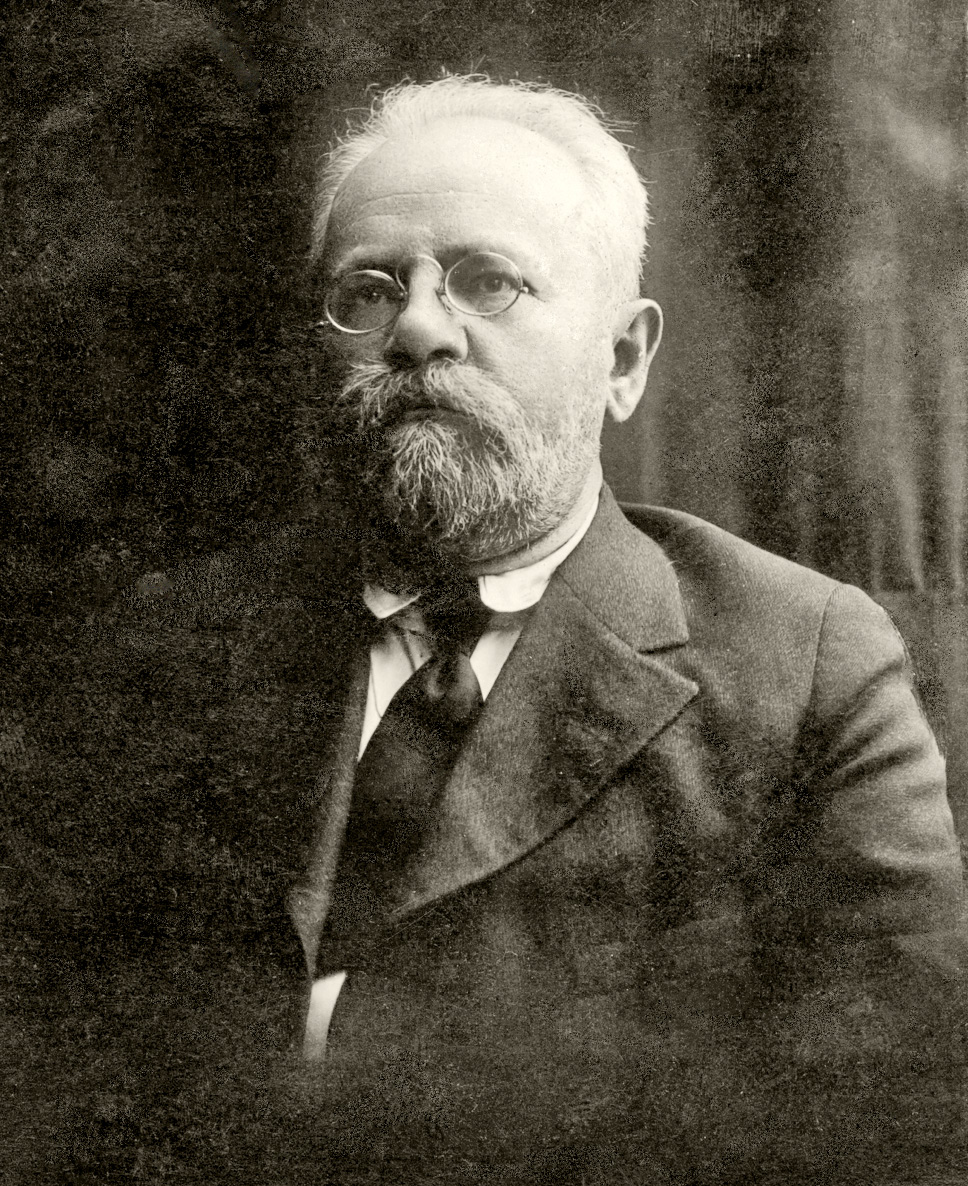
Нахман Сыркин — основоположник социалистического сионистского движения

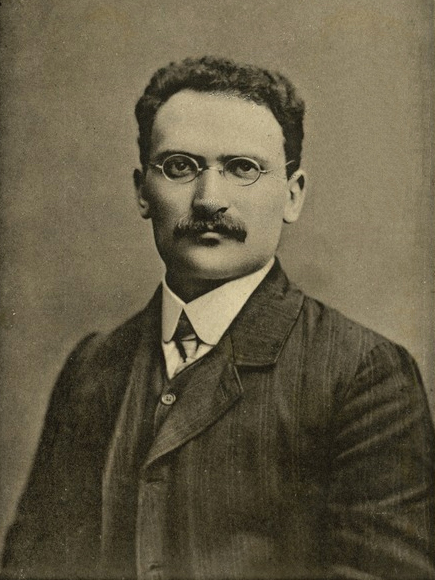
Бер Борохов — основоположник социалистического сионистского движения с марксистским уклоном

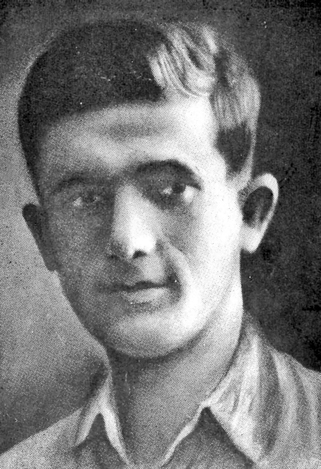
Мордехай Анелевич — левый сионист, один из руководителей Восстания в Варшавском гетто

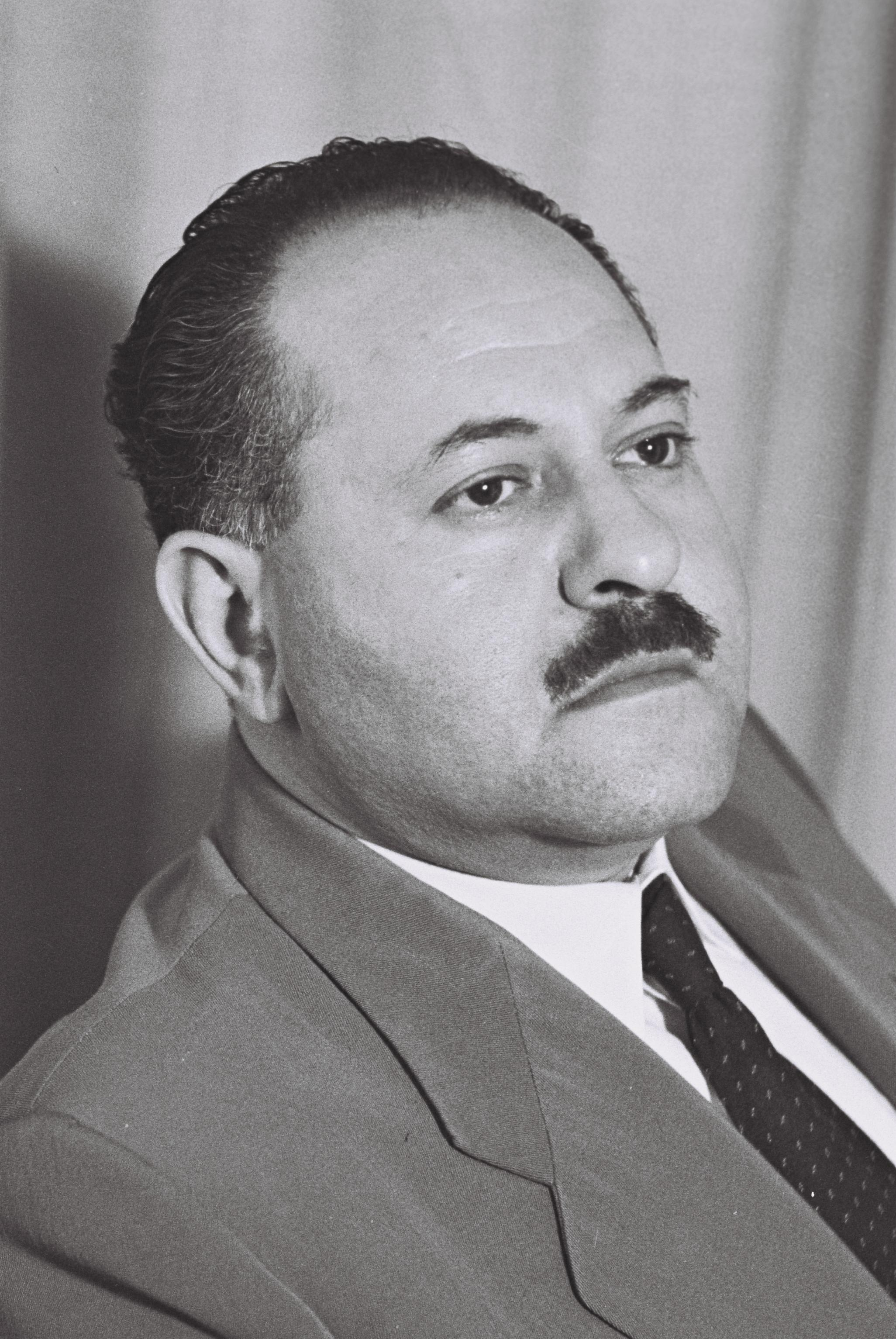
Моше Снэ — один из руководителей партии МАПАМ, позднее присоединился к Коммунистической партии Израиля

Основателем этого идеологического направления считается Нахман Сыркин, развивший идеи М. Гесса в статье «Еврейский вопрос и еврейское социалистическое государство» (1898), в которой доказывал, что сионистское движение сможет добиться успеха лишь в том случае, если еврейское государство будет «основано на справедливости, разумном планировании и социальной солидарности». Подобные взгляды исповедовали в диаспоре Цеирей Цион, в Эрец-Исраэль — члены Ха-Поэль ха-Цаир, видевшие в возвращении евреев в Эрец-Исраэль и их переходе к производительному труду прежде всего средства нравственного самосовершенствования народа и отдельных его представителей. Эти взгляды нашли отражение в работах А. Д. Гордона.
Другой теоретик социалистического сионизма, Бер Борохов, пытался построить концепцию еврейского национального движения, основанного на марксистском историческом материализме. В отличие от Н. Сыркина, учение которого носило этико-утопический характер, Б. Борохов полагал, что «нормализация социальной структуры еврейского народа в результате переселения большей его части в Эрец-Исраэль создаст отсутствующие в диаспоре условия для развития классовой борьбы, итогом которой и станет возникновение независимого или автономного социалистического еврейского государства». Идеями Б. Борохова руководствовались участники движения Поалей Цион.
Во время революции 1905 года социалисты-сионисты участвовали в работе Советов. После октябрьской революции левое крыло партии Поалей Цион перешло на позиции ВКП(б). В СССР партия прекратила существование в 1928.
Сторонники социалистического сионизма составили ядро второй и третьей алии; из их рядов вышли почти все лидеры ишува 1920-40-х гг., многие основатели Государства Израиль и его первые руководители. Основные принципы социалистического сионизма — «еврейский труд на еврейской земле», земля Израиля — достояние еврейского народа. Форсированное воплощение этого лозунга привело к массовому увольнению арабов с промышленных и сельскохозяйственных предприятий и к первым крупным еврейско-арабским вооруженным столкновениям в 1920-1922 годах. С ещё большей силой конфликт разгорелся в 1936-1939 годах в связи с массовой репатриацией из предвоенной Европы.
Партия «МАПАЙ» (позже «Авода», потом «Исраэль Ахат»), возглавлявшаяся Бен-Гурионом и бывшая главным выразителем этой идеологии, с течением времени потеряла популярность и сама в значительной степени отошла от социалистической идеологии. Тем не менее, следы социализма (такие как киббуцы, государственный контроль над экономикой и важная роль профсоюзов) сохраняются в Израиле до настоящего времени.
Одной из ведущих социалистических партий в Израиле являлась партия МАПАМ (Объединённая рабочая партия), пытавшаяся объединить марксизм-ленинизм и коммунистические идеи с идеологией сионизма. Позже эта партия вошла в блок «Мерец-Яхад», ныне являющейся левой социал-демократической партией.

## Партии и движения
- Еврейская социал-демократическая рабочая партия «Поалей Цион»
- Сионистско-социалистическая рабочая партия
- Социалистическая еврейская рабочая партия
- Объединённая еврейская социалистическая рабочая партия
- Цеирей Цион
- Еврейская коммунистическая партия «Поалей Цион»
- Еврейская рабочая коммунистическая партия
- Ха-шомер ха-цаир
- Ахдут ха-Авода
- Социалистическая лига Палестины
- МАПАЙ
- МАПАМ
- Левая фракция
- Маарах
- Авода
- Рац (партия)
- Мерец
- Демократический выбор (Израиль)
- Фарбанд
- Амейну